# (34587) Vieiraneto
(34587) 2000 SA357 est un astéroïde de la ceinture principale d'astéroïdes découvert en 2000.

## Description
(34587) 2000 SA357 a été découvert le 28 septembre 2000 à la Station Anderson Mesa, un des deux sites d'observation de l'observatoire Lowell en Arizona (États-Unis), par le programme Lowell Observatory Near-Earth-Object Search (LONEOS).

### Caractéristiques orbitales
L'orbite de cet astéroïde est caractérisée par un demi-grand axe de 2,48 ua, un périhélie de 1,98 ua, une excentricité de 0,20 et une inclinaison de 7,32° par rapport à l'écliptique. Du fait de ces caractéristiques, à savoir un demi-grand axe compris entre 2 et 3,2 ua et un périhélie supérieur à 1,666 ua, il est classé, selon la JPL Small-Body Database, comme objet de la ceinture principale d'astéroïdes.

### Caractéristiques physiques
(34587) 2000 SA357 a une magnitude absolue (H) de 14,4 et un albédo estimé à 0,210.